# Pieter Both
Pieter Both är en bergstopp i Mauritius. Den ligger i den västra delen av landet, 7 km sydost om huvudstaden Port Louis. Toppen på Pieter Both är 600 meter över havet. Pieter Both ligger på ön Mauritius.
Terrängen runt Pieter Both är kuperad åt nordost, men åt sydväst är den platt. Runt Pieter Both är det tätbefolkat, med 476 invånare per kvadratkilometer. Närmaste större samhälle är Port Louis, 6,9 km nordväst om Pieter Both. I omgivningarna runt Pieter Both växer i huvudsak städsegrön lövskog.